# Journal of a voyage to the South Seas
Journal of a voyage to the South Seas (abreviado J. Voy. South Seas) es un libro con ilustraciones y descripciones botánicas que fue escrito por el cuáquero, naturalista, ilustrador botánico y artista de la historia natural escocés Sydney C. Parkinson y publicado en el año 1773, con el nombre de Journal of a Voyage to the South Seas, in His Majesty's Ship, the Endeavour: faithfully transcribed from the papers of the late Sydney Parkinson, and embellished with twenty-nine views and designs.